# 卢卡·布奇
卢卡·布奇（義大利語：Luca Bucci，1969年3月13日—），意大利前男子足球运动员，场上位置是守门员。他曾代表意大利参加1994年国际足联世界杯和1996年欧洲足球锦标赛。